# 8192 Tonucci
8192 Tonucci è un asteroide della fascia principale. Scoperto nel 1993, presenta un'orbita caratterizzata da un semiasse maggiore pari a 2,2220723 UA e da un'eccentricità di 0,0523532, inclinata di 8,29861° rispetto all'eclittica.
L'asteroide è dedicato al ciclista italiano Giuseppe Tonucci.